# Внутрішній та зовнішній кути

Внутрішній та зовнішній кути

В геометрії, кут многокутника утворюється двома сторонами зі спільним кінцем. Для простого (без самоперетинів) многокутника, незалежно від того, чи буде многокутник опуклим чи ні, цей кут називається внутрішнім кутом, якщо точка в межах кута буде внутрішньою точкою многокутника. У многокутника рівно один внутрішній кут на кожну вершину.
Якщо усі внутрішні кути простого многокутника не перевищують 180°, то він буде опуклим.
Зовнішній кут — це кут, утворений на однією стороною простого багатокутника та прямої, яка продовжує прилеглу сторону.:pp. 261-264

## Властивості
- Сума внутрішнього кута та зовнішнього кута у вершині дорівнює 180°.
- Сума всіх внутрішніх кутів простого многокутника становить (n-2)·180°, де n — кількість сторін. Формула доводиться за допомогою математичної індукції починаючи з трикутника, для якого сума кутів становить 180°, а потім замінюється одна сторону на дві сторони, з'єднані у вершині і т. д.
- Сума зовнішніх кутів будь-якого простого опуклого чи невипуклого багатокутника становить 360°.
- Міра зовнішнього кута у вершині не залежить від того, яку сторону продовжувати: два зовнішні кути, які можуть бути утворені в вершині, є вертикальними кутами і, тому, рівні.